# 白乃雪
白乃 雪（しろの ゆき、1992年 - ）は、日本の漫画家。奈良県出身。
奈良女子大学附属高等学校卒業。アフタヌーン四季賞2012年春のコンテスト選考員特別賞受賞。2016年に『月刊アフタヌーン』（講談社）で連載開始した『あたりのキッチン!』でデビュー。
ドイツ人と結婚したことを機に2015年ドイツのハンブルクに移住し、のちバイエルンに転居。エッセイ漫画『とつげきドイツぐらし!』『ほのぼのドイツぐらし』等がある。
2018年仮想通貨VIPSTARCOINのオフィシャルサポーターに就任。

## 作品リスト
- とつげきドイツぐらし!（2016年、KADOKAWA）
- ほのぼのドイツぐらし。 ~国際結婚3年め、南ドイツの田舎町で新生活はじめました~（2018年、KADOKAWA）
- あたりのキッチン!
  1. 1巻（2017年、講談社）
  2. 2巻（2017年、講談社）
  3. 3巻（2018年、講談社）
  4. 4巻（2018年、講談社）
- 白米からは逃げられぬ　～ドイツでつくる日本食、いつも何かがそろわない～（2019年、KADOKAWA）
- ノラのパン種（『コミックDAYS』2025年2月28日[2] - 連載中）